# Древна Атина
Древна Атина (на гръцки: Αρχαία Αθήνα) е полис в Атика, който от V век пр.н.е. заедно със Спарта играе водеща и определяща роля в историята на Древна Гърция. С течение на времето формите на управление се менят, но Древна Атина е най-известна с развитието на демокрация и в този смисъл се разглежда като прототип за съвременната форма на държавно управление. Същевременно Атина е и център на класическата философия и театралното изкуство през Античността.
Археологическите разкопки и проучвания на древния град започват през 30-те години на XIX век, но придобиват систематичен характер едва през 70-те – 80-те години на XIX век, когато се формират три археологически школи: френска, немска и английска. Съхранилите се до днес литературни източници и археологическият материал дават възможност да се възстанови с малки изключения цялата древна и антична история на атинския полис. Основен литературен източник за тази история е „Атинска полития“ от Аристотел (IV век пр.н.е.).

## История
Историята на атинската държава се описва подробно в „Атинска полития“:с. 99

### Образуване на атинската държава
Атина се намира в Атика и има удобен излаз на море с естествени пристанища: Пирея, Мунихия, Фалерон. Наблизо са Маратонската, Месогейската и Елевзинската равнина, разделени от планини. Те са високи, но лесно проходими и са богати на оловни и сребърни залежи (Лаврион), както и на варовик и мрамор (Пентеликон). Има и хубава глина за производство на керамика. Постепенно общините, на които се дели Атика, се обединяват под ръководството на Атина. Нейното първенство се утвърждава и с превръщането на култа към богинята Атина в общоатически с учредяването на ежегодния празник Панатенеи. :с. 99
Полисът възниква в резултат на така наречения синойкизъм – обединението на изолирани племенни общности от Атика около атинския Акропол. Древногръцката традиция приписва провеждането на синойкизма на полумитичния цар Тезей, син на Егей (според традицията около XII век пр.н.е.; в действителност процесът на синойкизъм е продължил няколко века от началото на 1-во хилядолетие пр.н.е.). Също на Тезей се приписва въвеждането на древната уредба на атинската общност, разделянето на нейното население на евпатриди (родова аристокрация) и демос, съставен от дребни и средни земевладелци – геомори, демиурзи, търговци и тети:с. 100. Най-долният слой на обществото са робите. С течение на времето големи парцели земя се съсредоточават в ръцете на племенната аристокрация (евпатридите) и по-голямата част от свободните дребни земевладелци стават зависими от нея; нараства дълговото робство. Несъстоятелните длъжници отговарят пред кредиторите не само с имуществото си, но и с личната си свобода и свободата на членовете на семейството. Дълговото робство служи като един от източниците на робството, което продължава да се развива. Наред с робите и свободните хора в Атина има и междинна прослойка – т. нар. метеки (съжители) – свободни, често състоятелни хора, обикновено чуждоземци. Те са с особен статут, не могат да владеят земя, нямат никакви политически права, но държавата им налага финансови и военни задължения. Традиционното деление на демоса е на фили, фратрии и родове.
Първоначално политическата власт принадлежи на атинските царе, но около VIII век пр.н.е. те са изместени от родовата аристокрация. В крайна сметка и тя е подменена от колегията от девет архонти, които се избират ежегодно измежду аристократите, и от Ареопага – съвет на старейшините, който се попълва от архонтите, вече изслужили своя мандат.

### Първи реформи. Епохата на Солон
С нарастването на имущественото неравенство се задълбочават социално-икономическите противоречия и се засилва борбата между племенната аристокрация и демоса, който претендира за равни права, преразпределение на земята, анулиране на дълговете и премахване на дълговото робство. В средата на VII век пр.н.е. аристократът Килон прави неуспешен опит да вземе властта и да наложи тирания, но опитът пропаднал след като Алкмеонидите избиват съмишлениците му. Около 621 г. пр.н.е. при архонта Дракон за първи път са въведени в писмен вид закони, които донякъде ограничават произвола на съдиите-аристократи. През 594 – 593 г. пр.н.е. под натиска на демоса Солон извършва реформи. Те променят значително цялата система на обществено-политическия живот на Атина, в резултат на което дълговото робство е унищожено, изпращането на граждани в робство за дългове вече е забранено, анулирани са поземлените дългове (които тежат на дребните фермери), установена е свобода на завещанието, което допринася за развитието на частната собственост. Създаден е нов демократичен съвет – Съвет на четиристотинте – по 100 от всяка родова фила, на които се дели Атика. Това е съвещателен орган, който подготвя решенията на народното събрание – Еклесия. Предприети са редица мерки за насърчаване на занаятите и търговията. На Солон се приписва и разделянето на всички граждани по имуществен ценз на 4 категории: пентакосиомедимни, хипеи, зевгити, фети, като принадлежността към всяка от тях определя техните права и задължения към държавата. По този начин Солон въвежда демоса в управлението на града, за разлика от предходния период. Солон също така реформирал и системата на мерките и теглилките и съдействал за разработването на сребърните мини в Лаврион в южния край на Атика, посредством които управленски мерки паричните емисии на Древна Атина добили призната стойност в целия средиземноморски свят. Солон променя и атическия календар, като въвежда октаетеридната система. Реформите на Солон полагат основите на последвалия демократичен режим на Атина. Обществено-политическата борба обаче не спира, защото от реформите са недоволни както селяните, които не са част от преразпределението на земята, така и членовете на племенната аристокрация, която губи предишното си привилегировано положение.

### Епохата на Пизистрат и Клистен
Около 560 г. пр.н.е. в Атина се извършва политически преврат: установява се тиранията на Пизистрат, който провежда политика в интерес на селяните и търговско-занаятчийските слоеве на демоса срещу родовата аристокрация. При него Атина постига големи външнополитически успехи: разширява влиянието си върху редица острови в Егейско море, укрепва се на двата бряга на Хелеспонт. Атина се разраства, полисът се украсява с нови сгради и статуи. Градът е водоснабден. По време на управлението на Пизистрат и синовете му в двора са поканени най-добрите поети. След смъртта на Пизистрат през 527 г. пр.н.е. властта преминава към синовете му Хипий и Хипарх, но както и в цяла Гърция, периодът на тирания в Атина е краткотраен: Хиппарх е убит от заговорници, а Хипий е свален през 510 г. пр.н.е. През 508 г. пр.н.е. избухва бунт на демоса, воден от Клистен поради опит на родовата аристокрация да завземе властта. Победата на Клистен е затвърдена чрез реформи : предишните 4 племенни фили са заменени от 10 нови, изградени на териториална основа. Създадени са нови ръководни органи: Съветът на петстотинте и Колегията на 10-те стратези. В резултат на реформите на Клистен са унищожени последните остатъци от племенната система и завършва процесът на формиране на държавата като средство за господство на робовладелската класа.

### Гръко-персийски войни
По време на гръко-персийските войни (499 – 449 г. пр. н. е.) Атина играе водеща роля. Тя е един от малкото гръцки полиси, които подкрепят въстанието на йонийските полиси. По-късно печели блестяща победа над персите в битката при Маратон (490 г. пр. н. е.) и е една от първите, които образуват отбранителен съюз на гръцките полиси. Битката при Саламин (480 г. пр. н. е.), превърнала се в повратна точка в хода на войната, се провежда именно по инициатива на атиняните и най-вече благодарение на тях и стратега Темистокъл, завършва с пълното поражение на персийския флот. Не по-малко значима е ролята на Атина през 479 г. пр.н.е. в битката при Платея и при нос Микале. През следващите години Атина начело на Делоския морски съюз напълно поема ръководството на военните операции в свои ръце.
След победата Атина навлиза в период на най-голям подем – т.нар. петдесетилетие. Пристанището Пирея е кръстопът на търговските пътища в античния свят. На основата на развитите занаяти, търговия и навигация, в атмосфера на остра борба между олигархичните (начело с Аристид, след това Кимон) и демократичните (начело с Темистокъл, по-късно Ефиалт и Перикъл) групи в Атина се установява най-прогресивната за това време държавна система на античната робовладелска демокрация – атинската демокрация, която достига своя връх по време на управлението на Перикъл (стратег през 444/443 – 429 г. пр.н.е.). Върховната власт преминава към Народното събрание, всички други органи са подчинени на него, съдебните производства се извършват от съдебно жури – хелиея – избирано от гражданите чрез жребий. За изпълнението на обществените задължения е установено възнаграждение от хазната, което открива реална възможност за политическа дейност и на гражданите с ниски доходи. Създаден е и теорикон – отпускане на пари на гражданите за посещение на театър. Увеличените разходи за всичко това се покриват от данък- форос, който трябва редовно да се плаща от съюзническите полиси, които са част от архето.

### Атинската хегемония
През втората половина на V в. пр.н.е. настъпва период на най-голям културен разцвет на Атина – така нареченият златен век на Перикъл. В Атина живеят и творят изключителни учени, художници и поети, по-специално историкът Херодот, философът Анаксагор, скулпторът Фидий, поетите Есхил, Софокъл, Еврипид, сатирикът Аристофан. Политическото и съдебното красноречие на атиняните е пример за подражание от ораторите на всички гръцки градове. Езикът на атинските писатели – атическият диалект – става широко разпространен и се превръща в литературен език на всички елини. В Атина е извършено огромно строителство: според системата на Хиподам, Пирея е възстановена и свързана с така наречените дълги стени с градските укрепления в единно отбранително съоръжение. Изградени са основните структури, съставляващи ансамбъла на Акропола, шедьовър на световната архитектура. Храмът Партенон (построен през 447 – 438 г. пр.н.е. от архитектите Иктинос и Каликрат), статуите на Фидий и други произведения на атинското изобразително изкуство от V век пр.н.е. служат като образци за много поколения художници от следващите векове.

### Пелопонеска война. Под македонска власт
„Златният век“ обаче не продължава дълго. Благосъстоянието на атинските граждани се основава не само на експлоатацията на робите, но и на експлоатацията на населението на съюзническите полиси. Това поражда постоянни конфликти в рамките на съюза. Тези конфликти се изострят от необузданото желание на Атина да разшири обхвата на своето политическо и икономическо господство, което води до сблъсъци с друг съюз, в който предимство има олигархията – Пелопонеският съюз, воден от Спарта. В крайна сметка противоречията водят до Пелопонеската война (431 – 404 г. пр. н. е.), която е катастрофална и е най-голямата война в историята на древна Гърция. Претърпяла поражение в него, Атина завинаги губи водещата си позиция. През първата половина на IV век пр.н.е. Атина от време на време успява да подобри позицията си и дори да постигне успех. Например, по време на Коринтската война от 395 – 387 г. пр.н.е. Атина успява да възроди своя флот и да възстанови укрепленията около града, разрушени според условията на капитулацията от 404 г. пр. н. е. (до голяма степен благодарение на персийски субсидии) През 378 – 377 г. пр.н.е. се възражда, макар и в умален вид, Атинският морски съюз, който не просъществува дълго. След поражението в битката при Херонея през 338 г. пр.н.е. като част от антимакедонска коалиция, водена от атинския политик Демостен, Атина, както и останалите гръцки полиси, е принудена да се подчини на хегемонията на Древна Македония.

### Елинистическа епоха
През елинистическия период, когато Гърция става арена на борбата между големите елинистически държави, позицията на Атина многократно се променя. Има кратки периоди, когато успява да постигне относителна независимост, но в други случаи в нея навлизат македонски гарнизони. Вероятно най-пагубното за Атина по това време е поражението в Хремонидската война от македонския цар Антигон II. През 146 пр.н.е. Атина пада под властта на Рим, като сподели съдбата на цяла Гърция. Под римско управление, намирайки се в позицията на съюзен град ( лат. civitas foederata ), градът се радва само на фиктивна свобода. През 88 пр.н.е. Атина се включва в антиримското въстание, вдигнато от понтийския цар Митридат VI Евпатор. През 86 пр.н.е. армията на Луций Корнелий Сула превзема града с щурм и го разграбва. От уважение към могъщото минало на Атина, Сула запазва фиктивната свобода на града. През 27 пр.н.е. след образуването на римската провинция Ахая, Атина става част от нея. През III век от н.е. на Балканите започват да нахлуват варварите и Атина изпада в пълен упадък.

## Атинската демокрация
Атинската демокрация не е пълноценна пряка демокрация. Системата за управление на полиса включва както аристократични (на практика олигархични ), така и демократични институции. Към първите се отнася Ареопагът, съществувал през почти цялата история на демократична Атина, и който контролира законите, приети от органите на демоса, и надзирава спазването на добрите нрави. Най-демократичните органи са Еклесията (народното събрание) и Булето (Съвет на петстотинте, който първоначално е на четиристотинте). Той е представителен орган, който се състои от 50 души от всяка фила и изразява интересите на населението. Освен това в Атина по принцип не спира враждата между партиите на демократите и аристократите, което в някои моменти поставя полиса в риск.
Атинската демокрация предполага участие в управлението само на пълноправни граждани. В същото време жените и метеките не са такива. Освен това демокрацията в Атина е робовладелска.

### Робовладелски строй
В Атина робите често живеят при много по-леки условия, отколкото в други полиси. Те участват активно в занаятчийското производство (през този период в Атина се развиват робовладелски занаятчийски предприятия), те могат да бъдат приближени на семейството на собственика, ако особено се отличават с усърдие. Освен това атиняните невинаги принуждават робите да работят насила. Често те получават определено възнаграждение за съвестна работа – по-добра храна, облекло, похвала и благоразоположението на собственика. В същото време в по-голямата си част атиняните държат не повече от двадесет роби, които изпълняват домакински задължения, селскостопанска работа и понякога могат да станат пълноправни другари на собственика.
В допълнение към робите, собственост на отделни граждани, в Атина има и категория държавни роби. Те са на държавна издръжка и участват в различни благоустройствени дейности, свързани главно с градското строителство. Освен това те изпълняват функции по поддържане на реда, включително имат ролята на нещо като полиция, а също така могат да участват в надзора на изпълнението на съдебните присъди.
Робите се изпращат и на най-тежката работа – оран, работа в кариери и мини. При това на такава тежка работа могат да бъдат назначени както държавните роби, така и частни, отдадени под наем на мините.

### Социално-икономическо развитие
Към VII – VI век пр.н.е Атина се превръща във важен център за добив на сребро, тъй като именно тя притежава древните Лаврийски рудници. Освен това маслините и зехтинът са най-важният износ на Атина.
Оттогава и до IV в. пр.н.е. Атика е център на древното керамично производство. Атинските вазописци постигат ненадминато умение в чернофигурното рисуване на съдове. Атинските вази се продават в цяла Елада и се изнасят в други страни .

## Градоустройство

### Хълмове
- Хълм на Акропола.
- Ареопагът, тоест хълмът на Арес – западно от Акропола, дава името си на най-висшия съдебен и правителствен съвет на Древна Атина, който провежда своите заседания на неговите склонове.
- Хълм на нимфите – югозападно от Ареопага.
- Пникс – полукръгъл хълм югозападно от Ареопага; първоначално е бил домакин на събрания на еклесиите, които по-късно са преместени в театъра на Дионис.
- Мусейон, хълмът на музите, сега известен като хълмът на Филопап – южно от Пникс и Ареопага.

### Акропол
Първоначално градът е заемал само горната част на стръмния хълм на Акропола, достъпен само от запад, който е служил едновременно като крепост, политически и религиозен център, ядрото на целия град. Според легендата пеласгите изравняват върха на хълма, ограждат го със стени и построяват външно укрепление от западната страна с 9 порти, разположени една след друга. Вътре в крепостта са живели древните царе на Атика със своите съпруги. Тук се е издигал древен храм, посветен на Атина Палада, заедно с която са почитани и Посейдон и Ерехтей (затова храмът, посветен на него, се нарича Ерехтейон).
Златният век на Перикъл е златен век и за Атинския акропол. Перикъл инструктира архитекта Иктин на мястото на стария Хекатомпедон (Храм на целомъдрената Атина), разрушен от персите, да построи нов, по-великолепен храм на Атина Партенос (Дева) – Партенон. Неговото великолепие се увеличава от многобройните статуи, с които под ръководството на Фидий храмът е украсен както отвън, така и отвътре. Веднага след завършването на строителството на Партенона, който служи и като съкровищница на боговете и за честване на Панатенеите, през 438 г. пр.н.е. Перикъл възлага на архитекта Мнесикъл да изгради великолепна нова порта на входа на акропола – Пропилеите (437 – 432 г. пр. н. е.). Извито стълбище, изработено от мраморни плочи, води по западния склон на хълма до портика, който се състоиот 6 дорийски колони, пролуките между които намаляват симетрично от двете страни.

### Агора
Част от населението, подчинено на собствениците на крепостта (акропола), в крайна сметка се заселва в подножието на хълма, главно от южната и югоизточната му страна. Именно тук се намират най-старите светилища на града, по-специално тези, посветени на Зевс Олимпийски, Аполон, Дионис. Появяват се селища по склоновете, които се простират на запад от Акропола. Долният град се разширява още повече, когато в резултат на обединяването на различните части, на които Атика е била разделена в древността, в едно политическо цяло (традицията приписва това на Тезей ), Атина става столица на обединената държава. Постепенно през следващите векове се заселва и северната страна на Акропола. Тук живеят предимно занаятчии, членове на уважаваната и многобройна класа на грънчарите в Атина, поради което значителна част от града на изток от Акропола се нарича Керамик (т.е. кварталът на грънчарите).
Накрая, в епохата на Пизистрат и неговите синове, в южната част на новата Агора (пазар), която се намира в северозападното подножие на Акропола, е построен олтар на 12 богове. Освен това от Агората са измерват разстоянията до всички местности, свързани с пътища. Пизистрат също така започва изграждането в долния град на колосалния храм на Зевс Олимпийски на изток от Акропола и на най-високата точка на хълма на Акропола, храма на Атина Целомъдрената (Хекатомпедон).

### Порти
Сред главните входни порти на Атина са:
- на запад: Дипилонската порта, водеща от центъра на квартал Керамик към Академията. Портите се смятат за свещени, тъй като от тях започва свещеният Елевзински път. Рицарската порта се намира между Хълма на нимфите и Пникс. Портата на Пирея – между Пникс и Мусейон, води до път между дългите стени, който от своя страна стига до Пирея. Портите на Милет са наречени така, защото водят до дем Милет в рамките на Атина (да не се бърка с полиса Милет).
- на юг: Портата на мъртвите е близо до хълма Мусейон. Пътят към Фалирон започва от портата Итония на брега на река Илисос.
- на изток: Портата Диохара води към Лицея. Диомеевата порта е получила името си, защото е водила до демата Диомей, както и до хълма Киносаргу.
- на север: Акарнийската порта води до дем Акарни.